# 一関修紅高等学校
一関修紅高等学校（いちのせきしゅうこうこうとうがっこう）は、岩手県一関市にある学校法人健康科学大学が経営する私立高等学校。略称は「修紅」。

## 建学の精神
男子を対象に後期中等教育の場が普及し始めた明治32年、女性にも教育が必要と小梨コマ裁縫塾が設立された。岩手県南私学の歴史もこの日から始まった。
創設者の小梨コマは「心の美しさ」を大切にし、その建学の精神は現在に受け継がれている。「まごころを尽くして人と接し、人のために苦労をいとわない人間愛」を育みつつ、生きる業の習得を大切にした、県内有数の伝統校である。

## 沿革
- 1899年 小梨コマ裁縫塾を創立
- 1903年 岩手県下私立裁縫修紅学校開校
- 1929年 一関私立裁縫修紅女学校に校名変更
- 1946年 一関裁縫修紅学校に校名変更
- 1948年 学制改革により、一関修紅高等学校開校
- 1962年 普通科に男子入学。男女共学となる
- 1985年 麻生一関高等学校に校名変更
- 2001年 一関修紅高等学校に校名変更
- 2019年 創立120周年記念式典挙行

## 設置課程
- 全日制課程
  - 普通科
    - 特別進学コース
    - 看護進学コース
    - 幼児教育コース
    - 総合コース
    - ライフデザインコース

## 系列校
- 健康科学大学
- 修紅短期大学
- 修紅短期大学附属幼稚園

## 出身者
- 米持美佳 - ピアニスト[1]